# Santa Bárbara, Guanajuato
Santa Bárbara är en ort i Mexiko.   Den ligger i kommunen Valle de Santiago och delstaten Guanajuato, i den centrala delen av landet, 260 km väster om huvudstaden Mexico City. Santa Bárbara ligger 1 701 meter över havet och antalet invånare är 1 057.
Terrängen runt Santa Bárbara är huvudsakligen platt, men västerut är den kuperad. Runt Santa Bárbara är det ganska tätbefolkat, med 239 invånare per kvadratkilometer. Närmaste större samhälle är Salamanca, 19,6 km nordost om Santa Bárbara. Trakten runt Santa Bárbara består till största delen av jordbruksmark.